# Agnes Hedwig von Anhalt

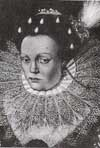
Agnes Hedwig von Anhalt

Agnes Hedwig von Anhalt (* 12. März 1573 in Dessau; † 3. November 1616 in Sonderburg) war eine anhaltinische Prinzessin,  die als Frau von Kurfürst August von Sachsen Kurfürstin von Sachsen und danach als Ehefrau von Herzog Johann von Schleswig-Holstein-Sonderburg Herzogin von Schleswig-Holstein-Sonderburg war.

## Leben
Agnes Hedwig war die Tochter des Fürsten Joachim Ernst von Anhalt und dessen zweiter Frau Eleonore von Württemberg. Bereits als Achtjährige wurde sie 1581 Äbtissin der Reichsabtei Sankt Cyriakus in Gernrode. Ende 1585 verließ sie das Stift wieder und wurde am 3. Januar 1586 mit noch nicht ganz 13 Jahren mit dem wenige Wochen zuvor nach 37-jähriger Ehe verwitweten 60-jährigen Kurfürsten August vermählt. In der Hochzeitsnacht soll sie die Freilassung von Caspar Peucer erbeten haben, der infolge des Einflusses von Augusts erster Frau, der dänischen Prinzessin Anna, als Calvinist eingekerkert worden war. Peucer wurde tatsächlich freigelassen. Der Kurfürst starb wenige Wochen nach der mit viel Pracht gefeierten Hochzeit am 11. Februar 1586. Agnes Hedwig erhielt als Wittum Schloss Lichtenburg, wo sie jedoch nie wohnte.
Zwei Jahre später, am 14. Februar 1588, heiratete sie den 43-jährigen verwitweten Herzog Johann von Schleswig-Holstein-Sonderburg, den Bruder der ersten Frau ihres ersten Ehemanns. Sie brachte eine Mitgift von 30.000 Reichstalern in die Ehe ein. Zu seinen vierzehn Kindern aus erster Ehe, von denen mehrere älter waren als sie und alle das Erwachsenenalter erreichten, gebar sie weitere neun Kinder. Sie starb bereits 1616, sechs Jahre vor ihrem Mann.

## Nachkommen
Agnes Hedwigs kurze erste Ehe blieb kinderlos. Aus ihrer zweiten Ehe mit Johann von Schleswig-Holstein-Sonderburg hatte sie folgende Kinder:
- Eleonora (* 1590; † 1596)
- Anna Sabina (* 1593; † 1659), verheiratet seit 1618 mit Herzog Julius Friedrich von Württemberg-Weiltingen
- Johann Georg (* 1594; † 1613)
- Joachim Ernst (* 1595; † 1671) wurde Herzog von Schleswig-Holstein-Sonderburg-Plön
- Dorothea Sibylla (* 1597; † 1597)
- Dorothea Maria (* 1599; † 1600)
- Bernhard (* 1601; † 1601)
- Eleonora Sophia (* 1603; † 1675), verheiratet seit 1625 mit Fürst Christian II. von Anhalt-Bernburg.
- Agnes Magdalena (* 1607; † 1618)